# DBpedia

Logo projektu DBpedia

DBpedia (počeštěně také DBpedie) je společný projekt Lipské univerzity, Mannheimské univerzity, Institutu Hasso Platnera a společnosti OpenLink Software, jehož cílem je těžit z Wikipedie a Wikidat strukturovaná data a zpřístupnit je na webu jako součást sémantického webu.
Cílem DBpedie je získávat informace z Wikipedie a zpřístupnit je ve strojově čitelné formě. K tomu DBpedie používá RDF záznamy, ke kterým je možné přistupovat pomocí dotazů v jazyce SPARQL. Obsah je, stejně jako Wikipedie sama, dostupný pod licencemi GNU FDL a CC-BY-SA.
Podobně jako Wikipedie, i DBpedie je rozdělena do jednotlivých databází, odpovídajících jazykovým verzím, ze kterých vzniká. DBpedie vytváří i jednotnou ontologii, společnou pro všechny jazykové verze, a tudíž lze najít odpověď na zadanou otázku napříč všemi jazyky.

## Rozdíly mezi DBpedií a Wikidaty
Rozdíl mezi DBpedií a Wikidaty spočívá v tom, že údaje do Wikidat přidávají uživatelé ručně, zatímco DBpedia je doplňována pomocí extrakce automaticky. Wikidata dále existují v jedné jazykově nezávislé a propojené databázi, kdežto pro DBpedii existují jednotlivé verze, odpovídající různým jazykům.